# Toyota TF101
O TF101 foi um modelo de testes da Toyota para temporada de 2002 da F1.